# Рорер, Жереми
Жереми Рорер или Роре (фр.  Jérémie Rhorer; род. 15 июля 1973, Париж) — французский дирижёр, специализирующийся на исполнении музыки Моцарта и, прежде всего, его опер.

## Биография
Закончил Парижскую консерваторию (1993—1998), где изучал флейту, клавесин, теорию и композицию; среди его преподавателей был Тьерри Эскеш. Ещё совсем молодым побывал ассистентом Марка Минковского и Уильяма Кристи. В 2005 вместе со скрипачом Жюльеном Шовеном создал ансамбль Le Cercle de l’Harmonie, который в основном исполняет музыку XVIII века на инструментах эпохи. В 2006 Рорер с ансамблем исполнили на Международном фестивале барочной оперы в Боне моцартовского Идоменея, в 2007 — Свадьбу Фигаро. В 2008 Рорер представил на фестивале в Экс-ан-Провансе оперу-буфф Гайдна Обманутая неверность с Клер Дебоно в роли Веспины. Все три исполнения имели большой успех, особенно — последнее, после которого французская критика назвала Рорера открытием 2008 года. В 2009 он показал оперу Обера Фра-Дьяволо в парижской Опера Комик, в 2010 — оперу Керубини Лодоиска в венецианском театре Фениче.
Рорер дирижировал несколькими крупными оркестрами Франции — оркестрами парижской Оперы Бастилия и Лионской оперы, Филармоническим оркестром французского радио и др. Дебютировал в США в 2008 с камерным оркестром Филадельфии, исполнившим сочинения Рамо и Дебюсси. Дирижировал симфоническим оркестром брюссельского Королевского оперного театра Ла Монне, исполнив Свадьбу Фигаро в 2009 и Идоменея в 2010. Продирижировал оперой Курта Вайля Возвышение и падение города Махагонни и его же балетом с пением Семь смертных грехов в парижском Театре Елисейских Полей с немецким камерным Ensemble Modern и солисткой Ангеликой Кирхшлагер. В 2009 дирижировал в Королевской опере Версаля оперой Гретри Ревнивый возлюбленный с Магали Леже в роли Леоноры. В 2010 дирижировал оркестром Моцартеума, исполнив на Зальцбургском фестивале два утренних концерта моцартовской музыки с солисткой Дианой Дамрау.
Выступает также как композитор. Несколько сочинений ему заказало Радио Франции. Ему принадлежит струнный квартет Ночной наблюдатель (2002), виолончельный концерт. Его Родео для кларнета и фортепиано исполнил Поль Мейер. В 2008 состоялась премьера оркестрового переложения его фортепианной пьесы Кладбище детей, которое исполнил Национальный оркестр Парижа.

## Репертуар
Кроме опер Моцарта и Гайдна, дирижировал сочинениями Глюка, Саккини, Бетховена (Симфония № 1, балет Творения Прометея), Моцарта (Большая месса до минор и Vesperae solennes de confessore с Салли Метьюз и Анн Халленберг, Симфонии № 25, 26 и 29), Шумана, Мендельсона, Берлиоза, Листа, Брамса (Немецкий реквием), Чайковского (Симфония № 1), Обера, Дюка и др.

## Записи
Записал два диска с Дианой Дамрау (арии Моцарта, Ригини, Сальери), диск с Филиппом Жарусски (арии Иоганна Христиана Баха), выпустил диск юношеских сочинений Бетховена.